# Парышка
Парышка — село в Сапожковском районе Рязанской области России, входит в состав Канинского сельского поселения.

## Население
| 1859 | 1868 | 1880 | 1897 | 1906 | 2002 | 2010 |
| ---- | ---- | ---- | ---- | ---- | ---- | ---- |
| 698  | ↘658 | ↗744 | ↘711 | ↗944 | ↘160 | ↘139 |

## География
Село Парышка расположено на юге Рязанской области, в западной части Сапожковского района, примерно в 7 км к северо-западу от административного центра сельского поселения — села Канино, 18 км к западу от районного центра — рабочего посёлка Сапожок и 83 км к юго-востоку от областного центра — города Рязани, по левому берегу реки Мостьи бассейна Оки.
В 20 км к востоку от села проходит автомобильная дорога регионального значения Р126 Рязань — Ефремов. Ближайшие населённые пункты — деревни Варваровка, Кирилловка, Плосское и Ряжские Выселки.
В селе шесть улиц — Верхняя, Липки, Маленькая, Мордовская, Новая и Ширяево.

## История
Село было основано в XVIII веке и до 1939 года носило название Парышенка, данное ему, по версии краеведов И. Журкина и Б. Катагощина, по речке Парышенке. Являлось владением князя Мингрельского.

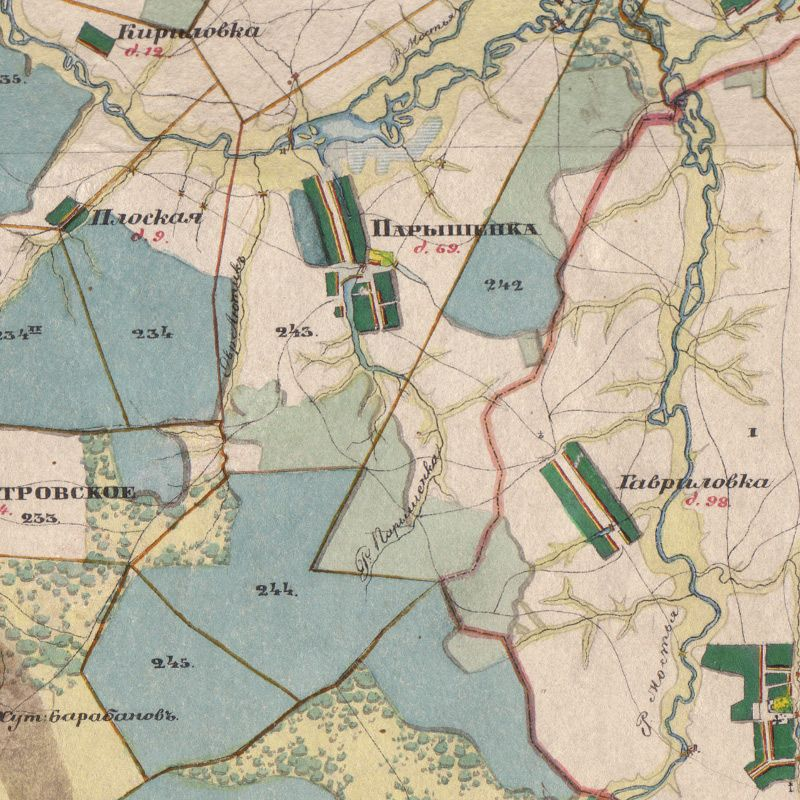
Село Парышка на карте Рязанской губернии Менде А. И. 1850 года

В 1826—1832 гг. на средства жителей Парышенки была построена церковь во имя Рождества Пресвятой Богородицы, разрушенная в 20-е годы двадцатого столетия.
В «Списке населённых мест» 1862 года — владельческое сельцо 2-го стана Ряжского уезда Рязанской губернии по левую сторону Сапожковского тракта, в 45 верстах от уездного города и 25 верстах от становой квартиры, при речке Мостье, с 83 дворами, часовней, заводом и 698 жителями (348 мужчин, 350 женщин).
По данным на 1868 год — деревня временнообязанных крестьян с 83 дворами и 658 жителями (360 мужчин, 298 женщин); при деревне находились винокуренный завод, мельница и часовня, располагалось волостное правление.
В 1880 году в сельце 125 дворов и 744 жителя.
По сведениям 1906 года — село Покровской волости Ряжского уезда Рязанской губернии с 133 дворами и 944 жителями (439 мужчин, 505 женщин), при селе была каменная церковь, имелись школа, кузница, казённая винная и мелочная лавки.
После Октябрьской революции 1917 года Парышенка стала центром образованного Парышенского сельсовета Сапожковской волости Ряжского уезда, вместе с которым в 1929 году вошла в состав Сапожковского района Рязанского округа Московской области (с 1937 года — Рязанской области).
С 2005 года село Парышка бывшего Парышкинского сельского округа входит в состав Канинского сельского поселения Сапожковского муниципального района Рязанской области.